# 10,000,000,000

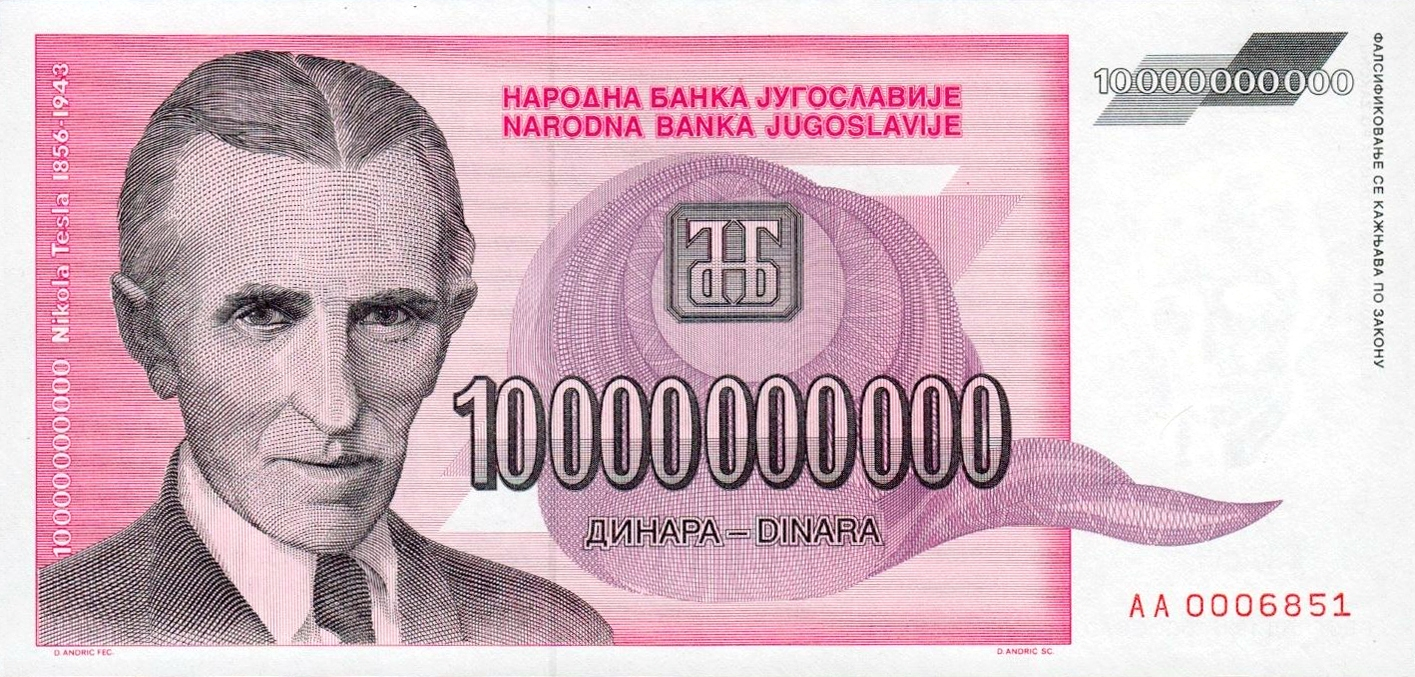

10의 10제곱(1010 = 10,000,000,000) 또는 백억(百億)은 108(1억)의 백 배인 자연수다.

## 1010이상 1011미만의 주요 자연수
- 10,460,353,203 = 321
- 10,480,142,147: 16번째 벨 수.
- 10,749,957,122: 48번째 뤼카 수.
- 12,586,269,025: 50번째 피보나치 수.
- 17,179,869,184 = 234
- 17,393,796,001: 49번째 뤼카 수.
- 20,365,011,074: 51번째 피보나치 수.
- 23,338,590,792: 법 3에 대한 체비쇼프 편향의 최소 반례.
- 24,466,267,020: 21번째 카탈랑 수.
- 28,143,753,123: 50번째 뤼카 수.
- 30,517,578,125 = 515
- 31,381,059,609 = 322
- 32,951,280,099: 52번째 피보나치 수.
- 34,359,738,368 = 235
- 45,537,549,124: 51번째 뤼카 수.
- 53,316,291,173: 53번째 피보나치 수.
- 61,917,364,224 = 1445 = 275 + 845 + 1105 + 1335. 지수 5에 대한 오일러 거듭제곱 합 추측의 최소 반례.
- 68,719,476,736 = 236
- 73,681,302,247: 52번째 뤼카 수.
- 81,749,606,400: 22 이하의 모든 짝수 자연수의 곱.
- 82,864,869,804: 17번째 벨 수.
- 86,267,571,272: 54번째 피보나치 수.
- 87,178,291,200 = 14!
- 91,482,563,640: 22번째 카탈랑 수.
- 94,143,178,827 = 323